# 坂元茂樹
坂元 茂樹（さかもと しげき、1950年5月30日 - ）は、日本の法学者。専門は国際法。学位は、博士（法学）（神戸大学・論文博士・2007年）（学位論文「条約法の理論と実際」）。同志社大学教授。長崎県長崎市出身。

## 来歴・人物

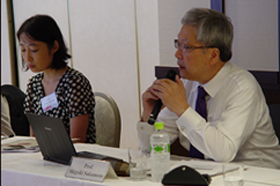
2015年9月15日、「日本の海洋安全保障と国際法」にて静岡県立大学国際関係学部講師坂巻静佳（左）と

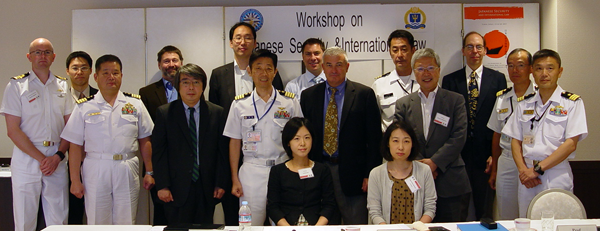
2015年9月16日、「日本の海洋安全保障と国際法」の出席者と

来歴は以下の通り。

### 学歴
- 1969年03月 - 長崎県立長崎東高等学校卒業
- 1974年03月 - 関西大学法学部卒業
- 1976年03月 - 関西大学大学院法学研究科修士課程修了
- 1978年03月 - 関西大学大学院法学研究科博士課程退学
- 2007年12月 - 博士（法学）（神戸大学・論文博士）（学位論文「条約法の理論と実際」）

### 職歴
- 1978年04月 - 琉球大学法文学部助手
- 1979年04月 - 琉球大学法文学部講師
- 1983年04月 - 琉球大学法文学部助教授
- 1986年～1987年 - ミシガン大学客員研究員
- 1991年04月 - 関西大学法学部教授
- 2003年04月 - 神戸大学大学院法学研究科教授
- 2013年10月～2020年3月 - 同志社大学法学部教授

この間、国連国際法委員会日本政府オブザーバー、みなみまぐろ事件日本政府代表団顧問、国連人権理事会諮問委員会委員等も務める。

## 主な肩書き
- 国際法学会代表理事
- 国際人権法学会理事長
- 日本海洋政策学会会長
- 公益財団法人人権教育啓発推進センター理事長
- 公益財団法人世界人権問題研究センター理事長

## 社会活動
- 大阪市　ヘイトスピーチ審査会 会長（2016/7/1から、任期2年）[3][4]
- 国連国際法委員会日本政府オブザーバー
- 外務省人権人道課「個人通報制度研究会」委員
- 外務省海洋室（後、海洋法室）「海洋政策研究会」委員
- 外務省北東アジア課「日韓の歴史認識に関する研究会」委員
- 日本学術会議科学研究費委員会専門委員
- 国家公務員採用Ｉ種（後、総合職）（法律職）試験専門委員（担当科目：国際法）
- 日本学術会議特任連携会員
- みなみまぐろ事件（豪州・NZ対日本）日本政府代表団顧問
- 国連人権理事会諮問委員会委員
- 大学設置・学校法人審議会専門委員（法学）
- 大阪市人権施策推進協議会会長
- 法務省入国者収容所等視察委員会西日本地区委員長
- 海上保安庁海上法執行調査研究委員会委員長
- 文部科学省日本ユネスコ国内委員会（IOC）自然科学小委員会調査委員
- （公財）世界人権問題研究センター理事長兼所長
- 司法試験考査委員
- 京都府人権懇話会座長
- 公益財団法人人権教育啓発推進センター理事長
- 滋賀県人権施策推進審議会委員長
- 日本ユニセフ協会顧問
- 最高検察庁参与会参与・最高検察庁国際分野専門委員会参与
- 内閣官房アイヌ政策推進会議構成員
- 厚労省ハンセン病に係る偏見差別の解消のための施策検討委員会有識者会議委員
- 厚労省旅館業法見直しに係る検討会委員
- 厚労省ハンセン病資料館等運営企画検討会座長
- 法務省出入国在留管理官署の収容施設における医療体制の強化に関する有識者会議座長

## 著作

### 単著
- 『ゼミナール国際法』（法学書院, 1997年）
- 『条約法の理論と実際』（東信堂, 2004年）
- 『人権条約の解釈と適用』（信山社出版, 2017年）
- 『日本の海洋政策と海洋法』（信山社出版, 2018年）
- 『日本の海洋政策と海洋法［増補第2版］』（信山社出版, 2019年）
- 『侮ってはならない中国――いま日本の海で何が起きているのか』（信山社出版, 2020年）
- 『日本の海洋政策と海洋法［第3版］』（信山社,　2023年）

### 共著
- （松井芳郎・佐分晴夫・小畑郁・松田竹男・田中則夫・岡田泉・薬師寺公夫）『国際法』（有斐閣, 第4版・2002年／第5版・2007年）
- （薬師寺公夫・小畑郁・村上正直）『国際人権法』（日本評論社, 2006年）
- （芹田健太郎・薬師寺公夫）『ブリッジブック国際人権法［第2版］』（信山社出版, 2017年）
- （黒﨑 将広・西村弓・石垣友明・森馨志・真山全・酒井啓亘）『防衛実務国際法』（弘文堂, 2021年）

### 編著
- 『国際立法の最前線――藤田久一先生古稀記念』（有信堂高文社, 2009年）
- 『国際海峡』（東信堂, 2015年）

### 共編著
- （香西茂・竹本正幸）『プラクティス国際法』（東信堂, 1998年）
- （藤田久一・松井芳郎）『人権法と人道法の新世紀――竹本正幸先生追悼記念論文集』（東信堂, 2001年）
- （松井芳郎・薬師寺公夫・小畑郁・徳川信治）『国際人権条約・宣言集［第3版］』（東信堂, 2005年）
- （芹田健太郎・棟居快行・薬師寺公夫）『国際人権法と憲法(講座国際人権法１)』（信山社，2007年）
- （芹田健太郎・棟居快行・薬師寺公夫）『国際人権規範の形成と展開(講座国際人権法２)』（信山社，2007年）
- （芹田健太郎・戸波江二・棟居快行・薬師寺公夫）『国際人権法の国内的実施(講座国際人権法３)』（信山社，2011年）
- （芹田健太郎・戸波江二・棟居快行・薬師寺公夫）『国際人権法の国際的実施(講座国際人権法４)』（信山社，2011年）
- （薬師寺公夫・浅田正彦）『ベーシック条約集2012～2020』（東信堂，2012年～2020年）
- （薬師寺公夫）『普遍的国際社会への法の挑戦――芹田健太郎先生古稀記念』（信山社, 2013年）
- （松井芳郎・薬師寺公夫・高村ゆかり・西村智朗）『国際環境条約・資料集』（東信堂、2014年）
- （松井芳郎・富岡仁・薬師寺公夫・桐山孝信・西村智朗）『21世紀の国際法と海洋法の課題』（東信堂, 2016年）
- （芹田健太郎・薬師寺公夫・浅田正彦・酒井啓亘）『実証の国際法学の継承――安藤仁介先生追悼』（信山社, 2019年）
- （薬師寺公夫・浅田正彦・酒井啓亘）『判例国際法［第3版］』（東信堂，2019年）
- （大谷實・横田洋三）『世界人権宣言の今日的意義―世界人権宣言採択70周年記念フォーラムの記録』（国際書房，2019年）
- （芹田健太郎・薬師寺公夫・浅田正彦・酒井啓亘）『実証の国際法学の継承　安藤仁介先生追悼』（信山社，2019年）
- （薬師寺公夫・植木俊哉・西本健太郎）『現代海洋法の潮流4　国家管轄権外区域に関する海洋法の新展開』（有信堂高文社、2021年）
- （前川美湖）『海の生物と環境をどう守るか－海洋生物多様性をめぐる国連での攻防』（西日本出版社、2022年）
- （奥脇直也）『海上保安法制の現状と展開―多様化する海上保安任務―』（有斐閣、2023年）
- （Takahiro Nanri) A Global Compact (Hurst, 2023）

1. ↑  教員紹介 - 坂元茂樹 神戸大学 国際法ウェブサイト
2. ↑  坂元茂樹 教員紹介│近畿大学法科大学院
3. ↑  弁護士ら５委員承認　大阪市の反ヘイトスピーチ条例　認定者を公表　ネット掲出なら削除要請へ 産経 WEST
4. ↑  大阪市、5月25日にヘイトスピーチ対処条例の審査会5人の委員を承認 ヒューマンライツ大阪

| スタブアイコン | サブスタブ | この項目は、まだ閲覧者の調べものの参照としては役立たない、人物に関連した書きかけの項目です。この項目を加筆・訂正などしてくださる協力者を求めています（P:人物伝/PJ:人物伝）。 |